# اکتافلوئوروپروپان
اکتافلوئوروپروپان (به انگلیسی: Octafluoropropane) با فرمول شیمیایی C۳F۸ یک ترکیب شیمیایی با شناسه پاب‌کم ۶۴۳۲ است. که جرم مولی آن ۱۸۸٫۰۲ g/mol می‌باشد. شکل ظاهری این ترکیب، گاز بی‌رنگ و بی‌بو است.